# Vòng loại Giải vô địch bóng đá thế giới 2002 – Khu vực Nam Mỹ
Vòng loại Giải vô địch bóng đá thế giới 2002 khu vực Nam Mỹ là một phần của Vòng loại Giải vô địch bóng đá thế giới 2002, được tổ chức bởi Liên đoàn bóng đá thế giới (FIFA), diễn ra với sự tham gia của 10 đội bóng là thành viên của FIFA và CONMEBOL.

## Thể thức
10 đội bóng là thành viên của CONMEBOL tham dự vòng loại. Khu vực Nam Mỹ được phân bổ 4,5 suất (trong tổng số 32 suất) tham dự FIFA World Cup 2002.
10 đội bóng được xếp vào một bảng, thi đấu vòng tròn hai lượt sân nhà và sân khách. 4 đội đứng đầu giành quyền tham dự FIFA World Cup 2002, đội đứng thứ năm đá 2 trận play-off liên lục địa để giành quyền dự World Cup.

## Bảng xếp hạng
| VT | Đội       | ST | T  | H | B  | BT | BB | HS  | Đ  | Giành quyền tham dự   |     |     |     |     |     |     |     |     |     |     |     |
| -- | --------- | -- | -- | - | -- | -- | -- | --- | -- | --------------------- | --- | --- | --- | --- | --- | --- | --- | --- | --- | --- | --- |
| 1  | Argentina | 18 | 13 | 4 | 1  | 42 | 15 | +27 | 43 | FIFA World Cup 2002   |     |     | 2–0 | 2–1 | 1–1 | 2–1 | 3–0 | 1–0 | 2–0 | 5–0 | 4–1 |
| 2  | Ecuador   | 18 | 9  | 4 | 5  | 23 | 20 | +3  | 31 | FIFA World Cup 2002   |     | 0–2 |     | 1–0 | 2–1 | 1–1 | 0–0 | 2–0 | 2–1 | 2–0 | 1–0 |
| 3  | Brasil    | 18 | 9  | 3 | 6  | 31 | 17 | +14 | 30 | FIFA World Cup 2002   |     | 3–1 | 3–2 |     | 2–0 | 1–1 | 1–0 | 5–0 | 1–1 | 3–0 | 2–0 |
| 4  | Paraguay  | 18 | 9  | 3 | 6  | 29 | 23 | +6  | 30 | FIFA World Cup 2002   |     | 2–2 | 3–1 | 2–1 |     | 1–0 | 0–4 | 5–1 | 5–1 | 3–0 | 1–0 |
| 5  | Uruguay   | 18 | 7  | 6 | 5  | 19 | 13 | +6  | 27 | Play-off liên lục địa |     | 1–1 | 4–0 | 1–0 | 0–1 |     | 1–1 | 1–0 | 0–0 | 3–1 | 2–1 |
| 6  | Colombia  | 18 | 7  | 6 | 5  | 20 | 15 | +5  | 27 |                       |     | 1–3 | 0–0 | 0–0 | 0–2 | 1–0 |     | 2–0 | 0–1 | 3–0 | 3–1 |
| 7  | Bolivia   | 18 | 4  | 6 | 8  | 21 | 33 | −12 | 18 |                       | 3–3 | 1–5 | 3–1 | 0–0 | 0–0 | 1–1 |     | 1–0 | 5–0 | 1–0 |     |
| 8  | Perú      | 18 | 4  | 4 | 10 | 14 | 25 | −11 | 16 |                       | 1–2 | 1–2 | 0–1 | 2–0 | 0–2 | 0–1 | 1–1 |     | 1–0 | 3–1 |     |
| 9  | Venezuela | 18 | 5  | 1 | 12 | 18 | 44 | −26 | 16 |                       | 0–4 | 1–2 | 0–6 | 3–1 | 2–0 | 2–2 | 4–2 | 3–0 |     | 0–2 |     |
| 10 | Chile     | 18 | 3  | 3 | 12 | 15 | 27 | −12 | 12 |                       | 0–2 | 0–0 | 3–0 | 3–1 | 0–1 | 0–1 | 2–2 | 1–1 | 0–2 |     |     |

## Các trận đấu

### Vòng 1
| Colombia | 0–0      | Brasil |
| -------- | -------- | ------ |
|          | (Report) |        |

| Ecuador                    | 2–0      | Venezuela |
| -------------------------- | -------- | --------- |
| Delgado 18' · Aguinaga 57' | (Report) |           |

| Uruguay    | 1–0      | Bolivia |
| ---------- | -------- | ------- |
| García 26' | (Report) |         |

| Perú                              | 2–0      | Paraguay |
| --------------------------------- | -------- | -------- |
| Solano 55' (ph.đ.) · Palacios 60' | (Report) |          |

| Argentina                                            | 4–1      | Chile     |
| ---------------------------------------------------- | -------- | --------- |
| Batistuta 9' · Verón 33', 71' (ph.đ.) · C. López 87' | (Report) | Tello 29' |

### Vòng 2
| Bolivia     | 1–1      | Colombia     |
| ----------- | -------- | ------------ |
| Sánchez 16' | (Report) | Castillo 32' |

| Venezuela | 0–4      | Argentina                               |
| --------- | -------- | --------------------------------------- |
|           | (Report) | Ayala 8' · Ortega 24', 77' · Crespo 89' |

| Paraguay  | 1–0      | Uruguay |
| --------- | -------- | ------- |
| Ayala 35' | (Report) |         |

| Chile      | 1–1      | Perú     |
| ---------- | -------- | -------- |
| Margas 42' | (Report) | Jayo 38' |

| Brasil                      | 3–2      | Ecuador                       |
| --------------------------- | -------- | ----------------------------- |
| Rivaldo 18', 51' · Zago 43' | (Report) | Aguinaga 12' · De la Cruz 75' |

### Vòng 3
| Uruguay                 | 2–1      | Chile                |
| ----------------------- | -------- | -------------------- |
| Silva 35' · Montero 42' | (Report) | Zamorano 39' (ph.đ.) |

| Paraguay                       | 3–1      | Ecuador      |
| ------------------------------ | -------- | ------------ |
| Toledo 10' · Brizuela 42', 63' | (Report) | Graziani 87' |

| Argentina    | 1–0      | Bolivia |
| ------------ | -------- | ------- |
| G. López 83' | (Report) |         |

| Perú | 0–1      | Brasil   |
| ---- | -------- | -------- |
|      | (Report) | Zago 34' |

| Colombia                                           | 3–0      | Venezuela |
| -------------------------------------------------- | -------- | --------- |
| Viveros 27' · Córdoba 42' (ph.đ.) · Valenciano 89' | (Report) |           |

### Vòng 4
| Venezuela                                                         | 4–2      | Bolivia                     |
| ----------------------------------------------------------------- | -------- | --------------------------- |
| Mea Vitali 24' · Morán 38' · Savarese 61' · Tortolero 68' (ph.đ.) | (Report) | Moreno 49' · Baldivieso 58' |

| Brasil              | 1–1      | Uruguay  |
| ------------------- | -------- | -------- |
| Rivaldo 85' (ph.đ.) | (Report) | Silva 5' |

| Ecuador                 | 2–1      | Perú        |
| ----------------------- | -------- | ----------- |
| Chalá 14' · Hurtado 51' | (Report) | Pajuelo 73' |

| Chile                                                | 3–1      | Paraguay    |
| ---------------------------------------------------- | -------- | ----------- |
| Caniza 19' (l.n.) · Salas 35' · Zamorano 80' (ph.đ.) | (Report) | Cardozo 71' |

| Colombia   | 1–3      | Argentina                       |
| ---------- | -------- | ------------------------------- |
| Oviedo 26' | (Report) | Batistuta 23', 44' · Crespo 75' |

### Vòng 5
| Uruguay                            | 3–1      | Venezuela   |
| ---------------------------------- | -------- | ----------- |
| Olivera 28', 90+2' · Rodríguez 53' | (Report) | Noriega 23' |

| Paraguay                | 2–1      | Brasil      |
| ----------------------- | -------- | ----------- |
| Paredes 6' · Campos 83' | (Report) | Rivaldo 74' |

| Bolivia    | 1–0      | Chile |
| ---------- | -------- | ----- |
| Suárez 85' | (Report) |       |

| Argentina                 | 2–0      | Ecuador |
| ------------------------- | -------- | ------- |
| Crespo 29' · C. López 49' | (Report) |         |

| Perú | 0–1      | Colombia  |
| ---- | -------- | --------- |
|      | (Report) | Ángel 48' |

### Vòng 6
| Ecuador | 0–0      | Colombia |
| ------- | -------- | -------- |
|         | (Report) |          |

| Venezuela | 0–2      | Chile                    |
| --------- | -------- | ------------------------ |
|           | (Report) | Tapia 70' · Zamorano 89' |

| Uruguay | 0–0      | Perú |
| ------- | -------- | ---- |
|         | (Report) |      |

| Brasil                     | 3–1      | Argentina     |
| -------------------------- | -------- | ------------- |
| Alex 5' · Vampeta 45', 50' | (Report) | Almeyda 45+1' |

| Bolivia | 0–0      | Paraguay |
| ------- | -------- | -------- |
|         | (Report) |          |

### Vòng 7
| Colombia     | 1–0      | Uruguay |
| ------------ | -------- | ------- |
| Castillo 75' | (Report) |         |

| Chile                                | 3–0      | Brasil |
| ------------------------------------ | -------- | ------ |
| Estay 25' · Zamorano 43' · Salas 74' | (Report) |        |

| Ecuador          | 2–0      | Bolivia |
| ---------------- | -------- | ------- |
| Delgado 17', 59' | (Report) |         |

| Argentina | 1–1      | Paraguay  |
| --------- | -------- | --------- |
| Aimar 66' | (Report) | Acuña 60' |

| Perú         | 1–0      | Venezuela |
| ------------ | -------- | --------- |
| Palacios 69' | (Report) |           |

### Vòng 8
| Paraguay                                 | 3–0      | Venezuela |
| ---------------------------------------- | -------- | --------- |
| González 30' · Cardozo 34' · Paredes 43' | (Report) |           |

| Chile | 0–1      | Colombia     |
| ----- | -------- | ------------ |
|       | (Report) | Castillo 66' |

| Uruguay                                               | 4–0      | Ecuador |
| ----------------------------------------------------- | -------- | ------- |
| Magallanes 15' · Silva 37' · Olivera 50' · Cedrés 86' | (Report) |         |

| Perú              | 1–2      | Argentina              |
| ----------------- | -------- | ---------------------- |
| Samuel 68' (l.n.) | (Report) | Crespo 25' · Verón 37' |

| Brasil                                                         | 5–0      | Bolivia |
| -------------------------------------------------------------- | -------- | ------- |
| Romário 11' (ph.đ.), 77', 80' · Rivaldo 46' · Sandy 88' (l.n.) | (Report) |         |

### Vòng 9
| Colombia | 0–2      | Paraguay                      |
| -------- | -------- | ----------------------------- |
|          | (Report) | Santa Cruz 3' · Chilavert 89' |

| Venezuela | 0–6      | Brasil                                                        |
| --------- | -------- | ------------------------------------------------------------- |
|           | (Report) | Euller 20' · Juninho 28' · Romário 31', 36', 38' (ph.đ.), 63' |

| Ecuador     | 1–0      | Chile |
| ----------- | -------- | ----- |
| Delgado 75' | (Report) |       |

| Bolivia   | 1–0      | Perú |
| --------- | -------- | ---- |
| Suárez 5' | (Report) |      |

| Argentina                    | 2–1      | Uruguay          |
| ---------------------------- | -------- | ---------------- |
| Gallardo 27' · Batistuta 41' | (Report) | Ayala 49' (l.n.) |

### Vòng 10
| Bolivia | 0–0      | Uruguay |
| ------- | -------- | ------- |
|         | (Report) |         |

| Brasil             | 1–0      | Colombia |
| ------------------ | -------- | -------- |
| Roque Júnior 90+3' | (Report) |          |

| Paraguay                                                                                  | 5–1      | Perú       |
| ----------------------------------------------------------------------------------------- | -------- | ---------- |
| Santa Cruz 15' · Del Solar 25' (l.n.) · Cardozo 45' · Paredes 65' · Chilavert 83' (ph.đ.) | (Report) | García 76' |

| Venezuela  | 1–2      | Ecuador                   |
| ---------- | -------- | ------------------------- |
| García 66' | (Report) | Kaviedes 3' · Sánchez 23' |

| Chile | 0–2      | Argentina               |
| ----- | -------- | ----------------------- |
|       | (Report) | Ortega 27' · Husaín 89' |

### Vòng 11
| Colombia               | 2–0      | Bolivia |
| ---------------------- | -------- | ------- |
| Ángel 52', 73' (ph.đ.) | (Report) |         |

| Perú                                    | 3–1      | Chile     |
| --------------------------------------- | -------- | --------- |
| Maestri 53' · Mendoza 72' · Pizarro 81' | (Report) | Navia 61' |

| Ecuador     | 1–0      | Brasil |
| ----------- | -------- | ------ |
| Delgado 49' | (Report) |        |

| Uruguay | 0–1      | Paraguay      |
| ------- | -------- | ------------- |
|         | (Report) | Alvarenga 64' |

| Argentina                                                      | 5–0      | Venezuela |
| -------------------------------------------------------------- | -------- | --------- |
| Crespo 13' · Sorín 31' · Verón 51' · Gallardo 60' · Samuel 85' | (Report) |           |

### Vòng 12
| Ecuador          | 2–1      | Paraguay    |
| ---------------- | -------- | ----------- |
| Delgado 44', 52' | (Report) | Cardozo 26' |

| Venezuela               | 2–2      | Colombia                 |
| ----------------------- | -------- | ------------------------ |
| Rondón 22' · Arango 82' | (Report) | Bedoya 83' · Bonilla 88' |

| Chile | 0–1      | Uruguay         |
| ----- | -------- | --------------- |
|       | (Report) | Díaz 12' (l.n.) |

| Bolivia                           | 3–3      | Argentina                   |
| --------------------------------- | -------- | --------------------------- |
| Paz 39' · Colque 54' · Botero 81' | (Report) | Crespo 44', 87' · Sorín 90' |

| Brasil      | 1–1      | Perú        |
| ----------- | -------- | ----------- |
| Romário 65' | (Report) | Pajuelo 77' |

### Vòng 13
| Perú       | 1–2      | Ecuador                    |
| ---------- | -------- | -------------------------- |
| Pizarro 2' | (Report) | Méndez 11' · Delgado 90+1' |

| Paraguay      | 1–0      | Chile |
| ------------- | -------- | ----- |
| Paredes 90+2' | (Report) |       |

| Argentina                             | 3–0      | Colombia |
| ------------------------------------- | -------- | -------- |
| González 22' · López 35' · Crespo 38' | (Report) |          |

| Bolivia                                                | 5–0      | Venezuela |
| ------------------------------------------------------ | -------- | --------- |
| Baldivieso 32', 68' · Botero 35', 50' · Justiniano 38' | (Report) |           |

| Uruguay                | 1–0      | Brasil |
| ---------------------- | -------- | ------ |
| Magallanes 33' (ph.đ.) | (Report) |        |

### Vòng 14
| Venezuela              | 2–0      | Uruguay |
| ---------------------- | -------- | ------- |
| Morán 52' · Rondón 90' | (Report) |         |

| Chile          | 2–2      | Bolivia                              |
| -------------- | -------- | ------------------------------------ |
| Salas 35', 75' | (Report) | Baldivieso 19' (ph.đ.) · Coimbra 71' |

| Ecuador | 0–2      | Argentina                      |
| ------- | -------- | ------------------------------ |
|         | (Report) | Verón 19' · Crespo 34' (ph.đ.) |

| Brasil                              | 2–0      | Paraguay |
| ----------------------------------- | -------- | -------- |
| Marcelinho Paraíba 4' · Rivaldo 69' | (Report) |          |

| Colombia | 0–1      | Perú       |
| -------- | -------- | ---------- |
|          | (Report) | Solano 47' |

### Vòng 15
| Chile | 0–2      | Venezuela             |
| ----- | -------- | --------------------- |
|       | (Report) | Páez 56' · Arango 62' |

| Perú | 0–2      | Uruguay                |
| ---- | -------- | ---------------------- |
|      | (Report) | Silva 11' · Recoba 45' |

| Paraguay                                                        | 5–1      | Bolivia |
| --------------------------------------------------------------- | -------- | ------- |
| Paredes 33' · Cardozo 45', 89' · Chilavert 50' · Santa Cruz 69' | (Report) | Paz 15' |

| Argentina                      | 2–1      | Brasil          |
| ------------------------------ | -------- | --------------- |
| Gallardo 76' · Cris 84' (l.n.) | (Report) | Ayala 2' (l.n.) |

| Colombia | 0–0      | Ecuador |
| -------- | -------- | ------- |
|          | (Report) |         |

### Vòng 16
| Bolivia     | 1–5      | Ecuador                                                                 |
| ----------- | -------- | ----------------------------------------------------------------------- |
| Galindo 59' | (Report) | de la Cruz 13' · Delgado 23' · Kaviedes 56' · Fernández 89' · Gómez 90' |

| Venezuela                     | 3–0      | Perú |
| ----------------------------- | -------- | ---- |
| Alvarado 54', 77' · Morán 80' | (Report) |      |

| Uruguay                | 1–1      | Colombia        |
| ---------------------- | -------- | --------------- |
| Magallanes 34' (ph.đ.) | (Report) | Valentierra 67' |

| Brasil                    | 2–0      | Chile |
| ------------------------- | -------- | ----- |
| Edílson 52' · Rivaldo 63' | (Report) |       |

| Paraguay                             | 2–2      | Argentina                      |
| ------------------------------------ | -------- | ------------------------------ |
| Chilavert 51' (ph.đ.) · Morínigo 70' | (Report) | Pochettino 67' · Batistuta 73' |

### Vòng 17
| Colombia                                        | 3–1      | Chile       |
| ----------------------------------------------- | -------- | ----------- |
| Grisales 19' · Ángel 67' (ph.đ.) · González 68' | (Report) | Riveros 39' |

| Ecuador      | 1–1      | Uruguay             |
| ------------ | -------- | ------------------- |
| Kaviedes 72' | (Report) | Olivera 43' (ph.đ.) |

| Bolivia                               | 3–1      | Brasil      |
| ------------------------------------- | -------- | ----------- |
| Paz 42' · Baldivieso 70', 89' (ph.đ.) | (Report) | Edílson 26' |

| Argentina                 | 2–0      | Perú |
| ------------------------- | -------- | ---- |
| Samuel 46' · C. López 84' | (Report) |      |

| Venezuela                             | 3–1      | Paraguay         |
| ------------------------------------- | -------- | ---------------- |
| Morán 2' · Noriega 22' · González 40' | (Report) | Arce 28' (ph.đ.) |

### Vòng 18
| Perú    | 1–1      | Bolivia      |
| ------- | -------- | ------------ |
| Alva 8' | (Report) | Castillo 87' |

| Uruguay   | 1–1      | Argentina    |
| --------- | -------- | ------------ |
| Silva 19' | (Report) | C. López 44' |

| Chile | 0–0      | Ecuador |
| ----- | -------- | ------- |
|       | (Report) |         |

| Paraguay | 0–4      | Colombia                                         |
| -------- | -------- | ------------------------------------------------ |
|          | (Report) | Aristizábal 24', 34' (ph.đ.), 62' · Castillo 82' |

| Brasil                        | 3–0      | Venezuela |
| ----------------------------- | -------- | --------- |
| Luizão 12', 19' · Rivaldo 34' | (Report) |           |

## Các đội giành quyền tham dự FIFA World Cup 2002
| Đội       | Tư cách        | Ngày vượt qua        | Lần tham dự FIFA World Cup trước đây1                                                                        |
| --------- | -------------- | -------------------- | --- |
| Argentina | Nhất bảng      | 15 tháng 8 năm 2001  | 12 (1930, 1934, 1958, 1962, 1966, 1974, 1978, 1982, 1986, 1990, 1994, 1998)                                  |
| Ecuador   | Nhì bảng       | 14 tháng 11 năm 2001 | 0 (lần đầu)                                                                                                  |
| Brasil    | Hạng ba        | 14 tháng 11 năm 2001 | 16 (tất cả) (1930, 1934, 1938, 1950, 1954, 1958, 1962, 1966, 1970, 1974, 1978, 1982, 1986, 1990, 1994, 1998) |
| Paraguay  | Hạng tư        | 8 tháng 11 năm 2001  | 5 (1930, 1950, 1958, 1986, 1998)                                                                             |
| Uruguay   | Thắng play-off | 25 tháng 11 năm 2001 | 9 (1930, 1950, 1954, 1962, 1966, 1970, 1974, 1986, 1990)                                                     |

1 In đậm chỉ năm vô địch. In nghiêng chỉ năm nước chủ nhà.

## Danh sácăh ghi bàn
Có 235 bàn thắng được ghi sau 92 trận (bao gồm 2 trận play-off liên lục địa), trung bình 2,55 bàn thắng/trận.
9 bàn thắng
- Hernán Crespo
- Agustín Delgado

8 bàn thắng
- Rivaldo
- Romário

6 bàn thắng
- Julio César Baldivieso
- José Cardozo
- Darío Silva

5 bàn thắng
- Gabriel Batistuta
- Claudio López
- Juan Sebastián Verón
- Carlos Humberto Paredes

4 bàn thắng
- Marcelo Salas
- Iván Zamorano
- Juan Pablo Ángel
- José Luis Chilavert
- Nicolás Olivera
- Ruberth Morán

3 bàn thắng
- Marcelo Gallardo
- Ariel Ortega
- Joaquín Botero
- Líder Paz
- Víctor Aristizábal
- Jairo Castillo
- Iván Kaviedes
- Roque Santa Cruz
- Federico Magallanes

2 bàn thắng
- Walter Samuel
- Juan Pablo Sorín
- Roger Suárez
- Edílson
- Luizão
- Vampeta
- Antônio Carlos Zago
- Álex Aguinaga
- Ulises de la Cruz
- Hugo Brizuela
- Juan Pajuelo
- Roberto Palacios
- Claudio Pizarro
- Nolberto Solano
- Richard Morales
- Wilfredo Alvarado
- Juan Arango
- Daniel Noriega
- Alexander Rondón

1 bàn thắng
- Pablo Aimar
- Matias Almeyda
- Roberto Ayala
- Kily González
- Claudio Husaín
- Gustavo Adrián López
- Mauricio Pochettino
- José Alfredo Castillo
- Milton Coimbra
- Percy Colque
- Gonzalo Galindo
- Raúl Justiniano
- Jaime Moreno
- Erwin Sánchez
- Alexsandro de Souza
- Euller
- Juninho Paulista
- Marcelinho Paraíba
- Roque Júnior
- Fabián Estay
- Javier Margas
- Reinaldo Navia
- Jaime Riveros
- Héctor Tapia
- Rodrigo Tello
- Gerardo Bedoya
- Víctor Bonilla
- Rafael Arlex Castillo
- Iván Córdoba
- Jersson González
- Freddy Grisales
- Frankie Oviedo
- Iván Valenciano
- Arnulfo Valentierra
- Alexander Viveros
- Cléber Chalá
- Ángel Fernández
- Luis Gómez
- Ariel Graziani
- Eduardo Hurtado
- Édison Méndez
- Wellington Sánchez
- Roberto Acuña
- Francisco Arce
- Celso Ayala
- Jorge Luis Campos
- Gabriel González
- Gustavo Morínigo
- Delio Toledo
- Guido Alvarenga
- Piero Alva
- Pedro Alejandro García
- Juan José Jayo
- Flavio Maestri
- Andrés Mendoza
- Gabriel Cedrés
- Pablo Gabriel García
- Paolo Montero
- Álvaro Recoba
- Darío Rodríguez
- Juan Enrique García
- Héctor Gonzalez
- Miguel Mea Vitali
- Ricardo Páez
- Giovanni Savarese
- Edson Tortolero

1 bàn phản lưới nhà
- Walter Samuel (trong trận gặp Peru)
- Cris (trong trận gặp Argentina)
- Ítalo Díaz (trong trận gặp Uruguay)
- Marco Antonio Sandy (trong trận gặp Brasil)
- Denis Caniza (trong trận gặp Chile)
- José del Solar (trong trận gặp Paraguay)

2 bàn phản lưới nhà
- Roberto Ayala trong trận gặp Uruguay và Brasil)